# Château du Villard (Haute-Loire)
Le château du Villard est un édifice situé à Saint-Germain-Laprade, en France.

## Localisation
Le château est situé sur le territoire de la commune de Saint-Germain-Laprade, dans le département  de la Haute-Loire, en région Auvergne-Rhône-Alpes.

## Description
Le château de structure féodale, remontant vraisemblablement au XVe siècle, le château présente deux corps de bâtiments distincts implantés parallèlement : le château proprement dit à l'ouest et le petit château à usage de communs à l'est. L'un et l'autre sont flanqués de tours et sont reliés, au nord, par un mur percé par le portail d'entrée. Cet ensemble a été entièrement remanié au XVIe siècle. Le château est a subi quelques transformations au XVIIIe siècle, et le château ouest a été restauré au XIXe siècle. Des éléments anciens subsistent dans les deux niveaux inférieurs du château ouest, notamment le vestibule, la cuisine, les caves, une cheminée gothique, l'intérieur de l'escalier à vis et la voûte. Peintures murales des XVIe et XVIIe siècles dans la grande salle et le vestibule de l'aile ouest.

## Historique
Le château est inscrit partiellement au titre des monuments historiques par arrêté du 8 juin 1979.

## Protection
Éléments protégés : les façades et toitures de l'ensemble des bâtiments (à l'exclusion de la façade du XIXe siècle) ; mur de clôture avec son portail.